# Raymond Radiguet
Raymond Radiguet, född 18 juni 1903 i Parc-de St Maur, utanför Paris, död 12 december 1923 i Paris, var en fransk poet och romanförfattare.
Radiguet debuterade som poet vid 14 års ålder och klassades som ett litterärt underbarn. Ett år senare, 1918, kom han till Paris, där han introducerades i modernistiska kretsar, även om 1800-talets nyklassicism präglade hans författarskap. Han var homosexuell och hade en relation med Jean Cocteau. Radiguet dog blott 20 år gammal i tyfus.

## Verk
- 1920 - Les Joues en Feu
- 1923 - Djävulen i kroppen (Le diable au corps, översatt 1950)
- 1924 - Greve d'Orgels bal (Le Bal du comte d'Orgel, översatt 1925)

## Filmatiseringar
- 1947 Djävulen i kroppen (Le diable au corps), fransk film, regisserad av Claude Autant-Lara och med bland andra Micheline Presle och Gérard Philipe
- 1970 Le Bal du comte d'Orgel, fransk film, regisserad av Marc Allégret, hans sista film, med bland andra Jean-Claude Brialy
- 1985 Il Diavolo in corpo, italiensk film, regisserad av Marco Bellocchio
- 1989 Devil in the Flesh, australisk film, regisserad av Scott Murray